# Lanslevillard
Lanslevillard korábbi község (település) Franciaországban, Savoie megyében. 2017. január 1-jén Lanslebourg-Mont-Cenis, Bramans, Sollières-Sardières és Termignon községekkel egyesült és az így létrejött Val-Cenis új község része lett.
Lakosainak száma 479 fő (2018. január 1.). Lanslevillard Bessans, Lanslebourg-Mont-Cenis és Termignon községekkel határos.

## Népesség
A település népességének változása:
| Lakosok száma | 467  | 468  | 485  | 479  |
|               | 2013 | 2015 | 2017 | 2018 |